# باشگاه ورزشی الدنسه
باشگاه ورزشی الدنسه (انگلیسی: CD Eldense) یک باشگاه فوتبال مستقر در الدا، اسپانیا است که در حال حاضر در سگوندا دیویسیون، دومین سطح لیگ فوتبال در این کشور به فعالیت می‌پردازد. 